# Hålogaland

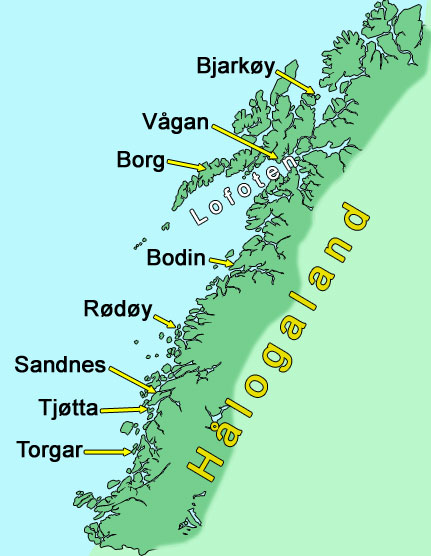
Hålogaland rond het jaar 1000 n.Chr.

Hålogaland was de meest noordelijke van de Noorse provincies in de middeleeuwse Noordse sagen. In het begin van vikingtijd, voor Harald Schoonhaar, was Hålogaland was klein koninkrijkje dat zich uitstrekte tussen de Namdalen-vallei in het Nord-Trøndelag-gebied en de Lyngen fjord in de nabijheid van Troms.

## Voetnoten
1. ↑  Vågan (Reidar Bertelsen)[dode link]